# Franciszek Ilski

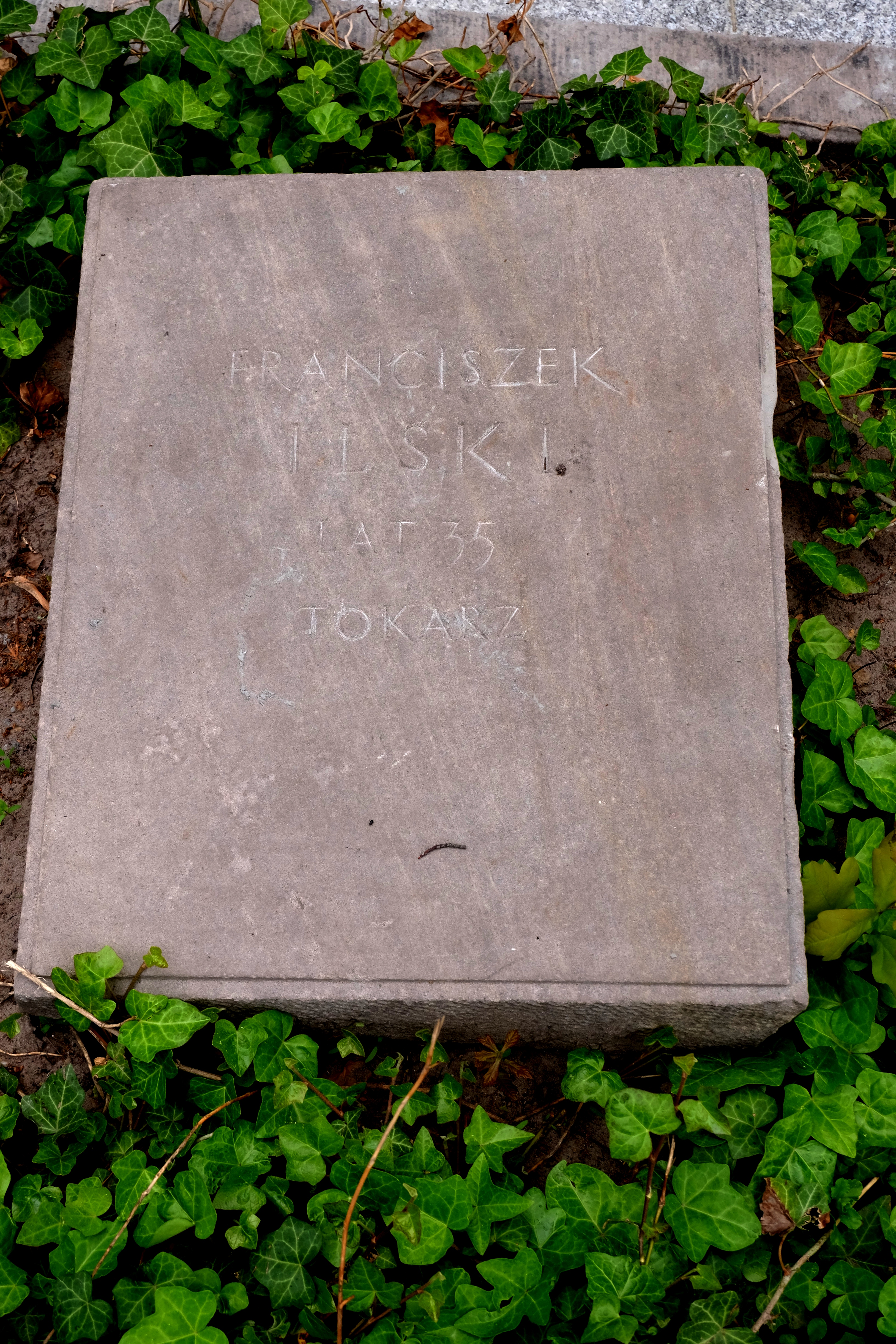
Grób Franciszka Ilskiego na cmentarzu Wojskowym na Powązkach w Warszawie

Franciszek Ilski (ur. 3 października 1907 w Mińsku Mazowieckim, zm. 16 października 1942 w Warszawie) – polski tokarz, działacz ruchu robotniczego.

## Życiorys
Po ukończeniu Szkoły Rzemieślniczej im. S. Konarskiego w Warszawie zatrudnił się w Warszawskiej Spółce Akcyjnej Budowy Parowozów. Później pracował w zakładach Škody, Ursus oraz Lilpop, Rau i Loewenstein. Został działaczem Komunistycznej Partii Polski, należał także do Związku Metalowców. 
W 1940 przystąpił do konspiracyjnej grupy komunistów. W 1941 był jednym z organizatorów Robotniczo-Chłopskiej Organizacji Bojowej w Warszawie i członkiem jej kierownictwa. Od 1942 działał w Polskiej Partii Robotniczej i Gwardii Ludowej. Był sekretarzem Komitetu Dzielnicowego PPR na warszawskiej Woli. Został aresztowany w nocy z 28 na 29 września 1942 i osadzony na Pawiaku. Stracono go w publicznej egzekucji 50 więźniów 16 października 1942. Został pochowany na cmentarzu Wojskowym na Powązkach (kwatera C6-5-7).
11 października 1946 został pośmiertnie odznaczony Orderem Krzyża Grunwaldu III klasy.

## Upamiętnienie
W 1960 roku jego imieniem nazwano ulicę w Warszawie, w obecnej dzielnicy Rembertów.